# F.Y.P
F.Y.P (afkorting van Five Year Plan) was een Amerikaanse punkband die in 1989 werd opgericht door Todd Congelliere en tevens de voorganger was van de latere punkbands Toys That Kill en The Underground Railroad to Candyland.

## Biografie
F.Y.P was een punkband van zanger/gitarist Congelliere die voorafging aan de latere punkbands Toys That Kill en The Underground Railroad to Candyland. De groep begon als een eenmansproject, met een goedkope drumcomputer van Fisher-Price die voor de beat zorgde. Congelliere begon met F.Y.P in 1989 en hief de band in 1999 officieel op.
Tijdens het bestaan van de band heeft F.Y.P enkele keren door Europa, een keer door Japan en meerdere malen door de Verenigde Staten getoerd. In die tijd heeft de band ook een aantal albums op het label Recess Records laten uitgeven.

## Discografie
| Studioalbums - Finish Your Popcorn (1992) - Dance My Dunce (1994) - Toilet Kids Bread (1996) - My Man Grumpy (1997) - Toys That Kill (2000) Verzamelalbums - Five Year Plan (2006) Splitalbums - Propagandhi/F.Y.P (1996) - Chaniwa/F.Y.P (1999) | Singles en ep's - Extra Credit (1990) - Made in USA (1991) - Cooties (1993) - My Neighbores is Stoopid (1993) - Guido, Where are You? (1993) - Incomplete Crap (1994) - Idiocy 101 (1994) - Incomplete Crap Vol. 2 (1999) - Come Home Smelly (2000) |